# Rexhep Ferri
Rexhep Ferri (Kukës, 10 de octubre de 1937 – Pristina, 6 de junio de 2024) fue un pintor, poeta y escritor albano-kosovar. Reconocido por sus contribuciones a las artes, fue una figura significativa en la escena artística de Albania y Kosovo. La obra de Ferri se caracteriza por su estilo distintivo y profundos elementos temáticos, a menudo reflejando el contexto cultural e histórico de Albania y Kosovo.

## Biografía
Ferri nació en Kukës, Albania el 10 de octubre de 1937. Su influencia se extendió más allá de la creación artística. Se dedicó a formar a futuras generaciones de artistas al servir como profesor en la Academia de Artes Figurativas en Pristina. Su pasión por el arte y su compromiso con la educación indudablemente moldearon el desarrollo artístico de muchos artistas kosovares. En 1996, Ferri fue elegido miembro correspondiente de la Academia de Ciencias y Artes de Kosovo, mientras que en 2000, se convirtió en miembro regular de esta academia. Ferri falleció en Prishtina, Kosovo el 6 de junio de 2024, a la edad de 86 años.

## Publicaciones
- 1997 - Ndoshta ishte dashuri - Tal vez era amor, Prishtinë: "Rilindja".
- 1998 - Atdheu im Torzo - Mi patria Torzo, Prishtine: Rilindja.
- 2001 - Kuartet për harqe : partiturë - Cuarteto para cuerdas: partitura, (coautor) Prishtinë.
- 2004 - Frikë nga Guernika: roman - Miedo de Guernica: novela, Tiranë: Onufri.
- 2005 - Njeriu po kush tjetër: roman - El hombre, ¿quién más?: novela, Tiranë: Onufri.
- 2006 - Shapo Albane: roman - Chapeau Albania: novela, Tiranë: Onufri.
- 2007- Humbës i lumtur - Perdedor feliz, Tiranë: Toena.